# Kanton Le Sud-Gironde
 Le Sud-Gironde  is een kanton van het Franse departement Gironde. Het kanton maakt deel uit van het arrondissement Langon).
 Het telt 40.657  inwoners in 2018.

Het kanton  werd gevormd ingevolge het decreet van 20  februari 2014 met uitwerking op 22 maart 2015 met Langon als hoofdplaats.

## Gemeenten
Het kanton Le Sud-Gironde omvatte bij zijn oprichting 50 gemeenten, namelijk alle gemeenten van de opgeheven kantons Bazas, Langon, Villandraut, Captieux en Grignols.
Op 1 januari 2017 werden de gemeenten Castets-en-Dorthe en Castillon-de-Castets samengevoegd tot de fusiegemeente (commune nouvelle) Castets et Castillon.  Castillon-de-Castets behoorde evenwel bij het kanton Le Réolais et les Bastides en daarom werd, bij decreet van 7 november 2019,  de gehele fusiegemeente toegewezen aan het kanton Le Sud-Gironde.
Sindsdien omvat het kanton volgende 50 gemeenten : 
- Aubiac
- Bazas
- Bernos-Beaulac
- Bieujac
- Birac
- Bommes
- Bourideys
- Captieux
- Castets et Castillon
- Cauvignac
- Cazalis
- Cazats
- Cours-les-Bains
- Cudos
- Escaudes
- Fargues
- Gajac
- Gans
- Giscos
- Goualade
- Grignols
- Labescau
- Langon
- Lartigue
- Lavazan
- Léogeats
- Lerm-et-Musset
- Lignan-de-Bazas
- Lucmau
- Marimbault
- Marions
- Masseilles
- Mazères
- Le Nizan
- Noaillan
- Pompéjac
- Préchac
- Roaillan
- Saint-Côme
- Saint-Loubert
- Saint-Michel-de-Castelnau
- Saint-Pardon-de-Conques
- Saint-Pierre-de-Mons
- Sauternes
- Sauviac
- Sendets
- Sillas
- Toulenne
- Uzeste
- Villandraut